# Polystichum rochaleanum
Polystichum rochaleanum là một loài dương xỉ trong họ Dryopteridaceae. Loài này được Glaz., Fee mô tả khoa học đầu tiên năm 1872.
Danh pháp khoa học của loài này chưa được làm sáng tỏ. 